# Слейтер, Джим (хоккеист)
Джеймс Паркер (Джим) Сле́йтер (англ. James Parker "Jim" Slater; род. 9 декабря 1982, Петоски, Мичиган) — американский хоккеийный центральный нападающий и тренер. В составе сборной США участник Олимпийских игр 2018 года и двух чемпионатов мира (2006, 2012) — везде становился вместе с командой седьмым в итоговой таблице. Ныне на должности тренера по развитию в команде НХЛ «Вашингтон Кэпиталз».
На драфте НХЛ 2002 года был выбран в 1 раунде под общим 30 номером командой «Атланта Трэшерз».

## Статистика
```
                                            --- Regular Season ---  ---- Playoffs ----
Season   Team                        Lge    GP    G    A  Pts  PIM  GP   G   A Pts PIM
--------------------------------------------------------------------------------------
1998-98  U.S. National U18 Team      USHL    3    0    1    1    0
1998-99  Cleveland Barons            NAHL   50   13   20   33   58   2   0   0   0   2
1999-00  Cleveland Barons            NAHL   56   35   50   85  129   3   1   3   4   4
2000-01  Cleveland Barons            NAHL   48   27   37   64  122   6   6   6  12   6
2001-02  Michigan State University   NCAA   37   11   21   32   50  --  --  --  --  --
2002-03  Michigan State University   NCAA   37   18   26   44   26  --  --  --  --  --
2003-04  Michigan State University   NCAA   42   19   29   48   38  --  --  --  --  --
2004-05  Michigan State University   NCAA   41   16   32   48   30  --  --  --  --  --
2005-06  Atlanta Thrashers           NHL    71   10   10   20   46  --  --  --  --  --
2005-06  Chicago Wolves              AHL     4    0    2    2    2  --  --  --  --  --
2006-07  Atlanta Thrashers           NHL    74    5   14   19   62   4   0   0   0   0
2007-08  Atlanta Thrashers           NHL    69    8    5   13   41  --  --  --  --  --
2007-08  Chicago Wolves              AHL     3    0    0    0    0  --  --  --  --  --
2008-09  Atlanta Thrashers           NHL    60    8   10   18   52  --  --  --  --  --
2009-10  Atlanta Thrashers           NHL    61   11    7   18   60  --  --  --  --  --
2010-11  Atlanta Thrashers           NHL    36    5    7   12   18  --  --  --  --  --
--------------------------------------------------------------------------------------
         NHL Totals                        371   87   53  100  280   4   0   0   0   0

```